# Ross Collinge
Ross Hounsell Collinge (* 21. November 1944 in Lower Hutt, Wellington) ist ein ehemaliger neuseeländischer Ruderer.
Er gewann zwei Olympiamedaillen: Bei den Olympischen Sommerspielen 1968 in Mexiko-Stadt gewann er die Goldmedaille im Vierer mit Steuermann. Die anderen Mannschaftsmitglieder waren Dick Joyce, Dudley Storey, Warren Cole und Simon Dickie (Steuermann). Bei den Olympischen Sommerspielen 1972 in München wurde er mit Richard Tonks, Dudley Storey und Noel Mills Zweiter im Vierer ohne Steuermann.